# Psychopomp
| Совокупная оценка    | Совокупная оценка |
| Источник             | Оценка            |
| -------------------- | ----------------- |
| Metacritic           | 76/100            |
| Оценки критиков      |                   |
| Источник             | Оценка            |
| AllMusic             | [ 2 ]             |
| Consequence of Sound | B                 |
| Pitchfork            | 7.9/10            |
| PopMatters           | 7/10              |
| Spin                 | 7/10              |

Psychopomp — дебютный студийный альбом американской инди-поп и рок-группы Japanese Breakfast, вышедший 1 апреля 2016 года на лейбле Dead Oceans. Диск получил положительные отзывы музыкальных критиков.

## История
Музыкальный проект Japanese Breakfast был основан американской певицей японского и корейского происхождения Michelle Zauner, которая в 2011 - 2014 годах была солисткой эмо-группы Little Big League (Филадельфия).
Дрим-поп, инди-рок, лоу-фай
Psychopomp содержит музыку стилей дрим-поп, инди-поп и лоу-фай, с гитарным инди-роком. Джаспер Брюс из журнала PopMatters назвал альбом "коктейлем из электроники, гаражного рока и лирического вокала".

## Отзывы
Альбом получил положительные отзывы музыкальных критиков и интернет-изданий: AllMusic, Consequence of Sound, Pitchfork, PopMatters, Spin.

## Список композиций
Все тексты написаны Michelle Zauner.
| №                   | Название                      | Длительность |
| ------------------- | ----------------------------- | ------------ |
| 1.                  | «In Heaven»                   | 3:50         |
| 2.                  | «The Woman That Loves You»    | 2:24         |
| 3.                  | «Rugged Country»              | 2:53         |
| 4.                  | «Everybody Wants to Love You» | 2:12         |
| 5.                  | «Psychopomp»                  | 1:15         |
| 6.                  | «Jane Cum»                    | 3:31         |
| 7.                  | «Heft»                        | 3:37         |
| 8.                  | «Moon on the Bath»            | 1:29         |
| 9.                  | «Triple 7»                    | 4:00         |
| Общая длительность: | Общая длительность:           | 25:11        |